# 藤間ほのか
藤間 ほのか（ふじま ほのか、1991年2月1日 - ）は、日本の元タレント、元グラビアアイドル。神奈川県出身。エムズファクトリーに所属していた。

## プロフィール
- 趣味はスノーボード、トランペット。
- 特技は日舞、英会話、ピアノ、茶道、スポーツ全般。
- 3歳時から子役として活動[1]。
- 2007年、高校2年時にグラビアデビュー。
- 2008年3月に所属事務所と契約解除[2]。
- 2008年4月26日、小田ひとみと共演したイメージDVD「なかよし学園」のジャケットに全裸に見える写真が使われたことへの不満を公式ブログで訴え、これが複数のメディアで報道された[3][4][5]。
- 2009年9月よりKaneboブランドのMFC 第7段POPガール。

## 出演作品

### TV
- 第三惑星アイドル（2007年、日本テレビ）
- グラビアレボリューション（2007年、スカパー!エンタ!371）

### 雑誌
- Beppin School
- Bejean
- ゼクシィ
- ar (雑誌)

### WEB
- ZAKZAK-日本の美女

## リリース作品

### DVD
- ぺぺろんちいの（2007年9月27日、オルスタックピクチャーズ）
- WE@アイドルDVD[1][6][7]（2007年12月20日、竹緒）
- ほのちん（2008年4月7日、ベガファクトリー）
- なかよし学園[8][9]（2008年5月2日、スパイスビジュアル）

### 電子書籍(写真集)
- グラビア最高！！ 藤間ほのか 生まれて初めて出来た彼女と海外旅行した結果… 編（2015年02月06日、A-GRIO）[10]
- グラビア最高！！ 藤間ほのか 私をアソコに連れてって！ＪＫの危ないヒッチハイク 編（2015年02月13日、A-GRIO）[11]